# Energia nucleare in Austria
L'Austria nel 1978 decise tramite referendum di non mettere in esercizio la sua appena ultimata prima e unica centrale nucleare (un BWR da 723 MW elettrici a tecnologia AEG/KWU, la cui costruzione era iniziata nel 1972) sita a Zwentendorf, località sulle rive del Danubio, 60 km a nord-ovest di Vienna. Due centrali a carbone vennero costruite per supplire alla mancata attivazione della centrale di Zwentendorf.

## Centrali elettronucleari
Tutti i dati della tabella sono aggiornati a marzo 2010
| Reattori dismessi                                                                         |                    |           |                    |                                               |                  |             |
| Centrale                                                                                  | Potenza netta (MW) | Tipologia | Inizio costruzione | Allacciamento alla rete                       | Dismissione      | Costo       |
| Zwentendorf                                                                               | 692                | BWR       | 4 aprile 1972      | chiusa prima della messa in opera commerciale | 1º dicembre 1978 | 377milioni€ |
| Totale dismessi: 1 reattori per complessivi 692 MW                                        |                    |           |                    |                                               |                  |             |
| NOTE: - La normativa in vigore non prevede la possibilità di costruire centrali nucleari. |                    |           |                    |                                               |                  |             |